# 유강중학교
유강중학교(柳江中學校)는 대한민국 경상북도 포항시 남구 연일읍 유강리에 있는 공립 중학교이다.

## 학교 연혁
- 2001년 8월 9일 : 유강중학교 설립인가
- 2003년 1월 18일 : 유강중학교 준공
- 2003년 3월 1일 : 초대 신명호 교장 취임
- 2003년 3월 5일 : 2003학년도 제1회 입학식(5학급 남 91명, 여 83명 총 174명)
- 2003년 4월 25일 :  개교기념식 거행
- 2006년 2월 17일 : 제1회 졸업식(남 87명, 여 76명 총 163명)
- 2021년 2월 5일 : 제16회 졸업식(8학급 남 96명, 여 93명 총 189명)
- 2021년 3월 2일 : 2021학년도 입학식(6학급 남 73명, 여 75명 총 148명)
- 2023년 3월 1일 : 제9대 이호준 교장 취임

## 참고 자료
- 유강중학교 - 한국교육학술정보원 학교알리미